# Le Soleil dans l'œil
Pour plus de détails, voir Fiche technique et Distribution.
Le Soleil dans l'œil est un film français réalisé par Jacques Bourdon, sorti en 1962.

## Synopsis
Emma, 23 ans, est en couple avec Denis, un homme de 35 ans sans attaches. Elle décroche un emploi de traductrice en Corse, où elle rencontre Frédéric, un jeune célibataire qui est en vacances et qui pêche avec un vieux marin. Emma s'adapte très vite à la vie locale et entretient peu à peu une relation avec Frédéric. Cependant, Denis se rend à Nice et se rend en bateau en Corse, où il découvre la relation entre Emma et Frédéric.

## Fiche technique
- Titre français : Le Soleil dans l'œil
- Réalisation : Jacques Bourdon
- Scénario : Jacques Bourdon, Dominique Aury et Eric Schlumberger d'après le roman de Michèle Perrein
- Photographie : Lucien Joulin
- Son : Norbert Gernolle
- Musique : Maurice Jarre
- Montage : Denise Natot
- Pays d'origine :  France
- Sociétés de production : CICC Films Borderie - Reggane Films
- Format : Noir et blanc
- Durée : 87 minutes
- Dates de sortie : France, 22 juin 1962
- Affiche : Jean Mascii (France)

## Distribution
- Anna Karina : Dagmar
- Georges Descrières : Denis
- Jacques Perrin : Frédéric
- Nadine Alari
- Charles Blavette
- Jean-Luc Godard
- Jean Rochefort

## Autour du film
Pendant le tournage, Anna Karina, alors mariée à Jean-Luc Godard, entame une liaison avec son partenaire de jeu Jacques Perrin. Cette dernière envisage alors de quitter son mari pour le jeune acteur. Lorsque le réalisateur en est informé, il saccage leur appartement. Le soir même, Anna Karina tente de se suicider avec des barbituriques. Mais Jacques Perrin la découvre à temps et appelle une ambulance. Elle est hospitalisée et sort quelques jours plus tard. Alors que les journaux annoncent que Godard et Karina vont divorcer et que l'actrice va épouser Perrin, celle-ci restera finalement avec son mari pour quelques années encore,,,.